# Salesi Ma'afu
Salesi L. Ma'afu (Sydney, 26 marzo 1983) è un rugbista a 15 australiano, pilone del Narbonne in Pro D2.

## Biografia
Nei Brumbies di Canberra fin dal 2005, debuttò in Super Rugby con tale club nel 2007 contro gli Chiefs; in quello stesso anno fu anche chiamato nei Barbarians da uncapped (senza presenze internazionali) contro il Sudafrica, anche se aveva già rappresentato l'Australia a livello giovanile.
Nel 2009 prolungò il suo contratto con i Brumbies per altre due stagioni fino al 2011 e, nel 2010, esordì negli Wallabies in un test match contro Figi a Canberra, in cui dovette fronteggiare in prima linea suo fratello Campese, esordiente anch'egli ma per i figiani; la circostanza è statisticamente rilevante perché, pur non essendo infrequenti i casi di due fratelli militanti contemporaneamente in diverse Nazionali e avversari in campo, quella citata fu la prima volta in cui entrambi si affrontarono da esordienti.
Nel maggio 2011 Ma'afu, al termine del contratto con i Brumbies, firmò un contratto con il Western Force a partire dal Super 15 2012; più avanti fece parte della squadra che vinse il Tri Nations 2011 e si aggiudicò il terzo posto alla Coppa del Mondo di rugby 2011 in Nuova Zelanda.

## Palmarès
- Premiership: 1
Northampton: 2013-14
- Challenge Cup: 1
Northampton: 2013-14